# Карнадева
Карнадева (гудж. કર્ણદેવ; д/н — 1092) — 6-й магараджахіраджа держави Гуджара в 1063—1092 роках. Вів постійні війни з династіями Парамара, Чаухан, Калачура,не досягши великих перемог чи міцного успіху.

## Життєпис
Походив з династії Соланка (Чаулук'я). Молодший син магараджахіраджи Бгіми I і магарані Удаяматі. Післятого як один старший брат — Мулараджа — помер, був оголошений спдакоємцем трону. Посів трон 1063 року. Невдовзі відправив свого зведеного брата Гаріпалу та його сина Девапрасаду у вигнання до Дадістхалі. Прийняв також титул трайлок'ямалла.
Активно втручався у війну між Удаядітьєю Парамара, магараджею Малави, та Лакшмікарною Калачура, магараджахіраджею Чеді, на боці останнього. Гуджаратський літописець Арісімха стверджує, що Карнадева привіз статую Нілакантхи до Гуджарату в результаті своєї перемоги над правителем Малави Втім невдовзі Удаядітья за підтримки Віґрахараджи III Чаухана, магараджи Сакамбхарі, завдав поразки Карнадеві.
В свою чергу 1073/1074 року виступив проти Яшагкарни Калачура, магараджахіраджи Чеді, в якого відняв регіон Лата (південносхіднийГуджарат). Втім через 3 роки останній відвоював його. Водночас зазнав нападу Прітхвіпали Чаухана, магараджи Наддули, який сплюндрував область навколо столиці Соланка.
Здійснив низку успішних походів проти племен колі й бгілів, що мешкали на землях між Качським Ранном та річкою Сабарматі, усунувши загрозу постійних грабіжницьких нападів. В одному з таких походів він переміг вождя бхілів Ашу з Ашапаллі. На честь цього заснував місто Карнаваті. Потім здійснив нападна Сінд, де панувала мусульманська династія Сумра.
Також активно намагався залучити союзників, зокрема Джаякеші I Кадамбу, магараджу Гоа, що забезпечило до тог ож спільні дії в Аравійському морі. Угоду було закріплено шлюбом Карнадеви на Маяналлі, доньці правителя Гоа.
Помер 1092 року. Йому спадкував син Джаясімха

## Будівництво
Підтримував шиваїстів, фундував храми: присвячений богині Кочхарба в Ашапаллі; Карнешвара та Джаянтідеві неподалік Карнаваті; Карнамеру в Анахілапатаці. Відремонтував храм богині Лакшмі. Збережені храми, побудовані в цей період, включають храм Брахми в Хедбрахмі, храм Лімбоджі Мата в Делмалі, храм Нілканта Махадева в Сунаку, повністю зруйнований храм Вішну на березі озера в Ганджі, храм Дугдхешвара Махадева в Мадродпурі в Кералу Талука Мехсани район. До цього періоду відноситься джайнський храм Шантінатха з групи храмів у Кумбгарії.
Також було споруджено штучні водойми «Карнасагара» в Модхері та Карнаваті. Йому також приписують облаштування вапі (колодяць) в Бхадраваті.